# Nangong
Nangong (南宫 ; pinyin : Nángōng) est une ville de la province du Hebei en Chine. C'est une ville-district placée sous la juridiction de la ville-préfecture de Xingtai.
Le comté de Nangong a été initialement créé dans la dynastie des Han occidentaux, de nombreux habitants engagés dans les arts martiaux, Nangong est célèbre de "ville natale des arts martiaux".

## Démographie
La population du district était de 465 854 habitants en 1999.